# 孩南瓜
孩南瓜或韩葫蘆，台灣稱為韓國櫛瓜，葫蘆科南瓜屬下的一种植物，果实供食用。

## 扩展阅读
- 維基物種上的相關：Cucurbita moschata